# Procès en sorcellerie de Nogaredo

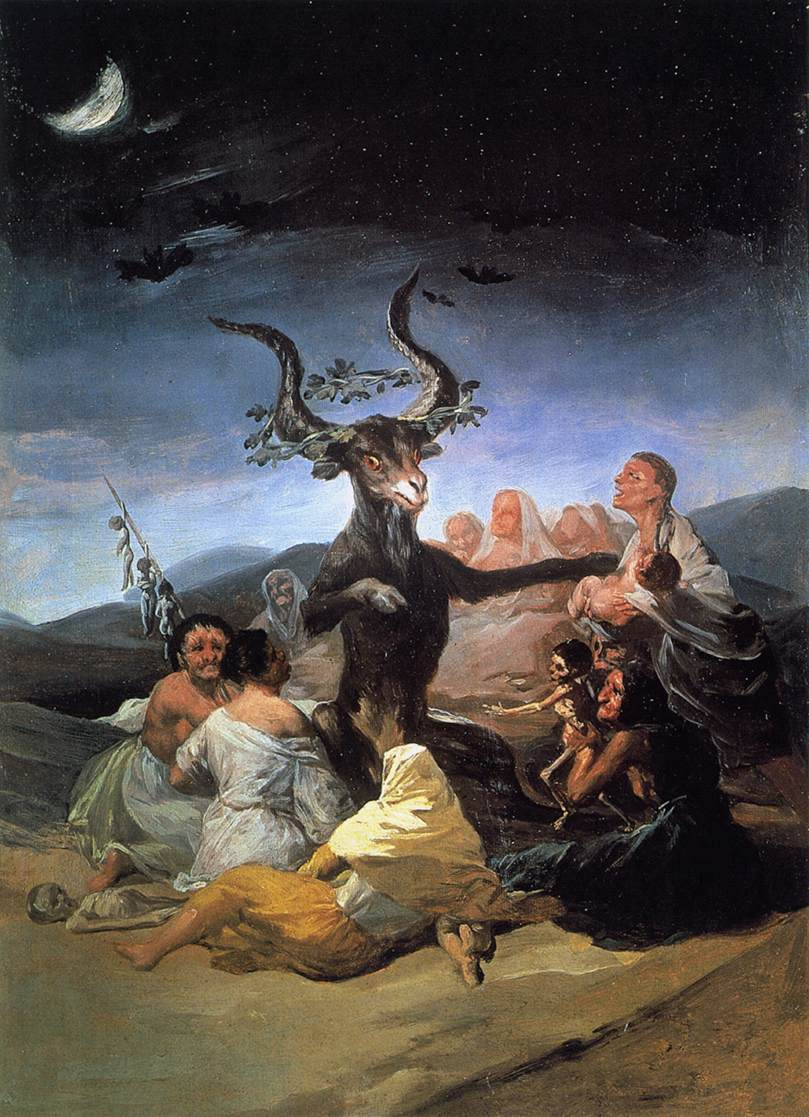
Le Sabbat des sorcières (Francisco Goya, 1797-1798).

Le procès en sorcellerie de Nogaredo a eu lieu entre 1646 – 1647 à Giare, une frazione de Nogaredo située dans l'actuelle province autonome de Trente, dans la région du Trentin-Haut-Adige, dans le nord-est de l'Italie. 

## Historique
Le procès des sorcières de Nogaredo est un des cas dans son genre les mieux documentés d'Italie. Il a eu pour conséquence la mort de huit à dix personnes.

### Faits préliminaires
Le 26 octobre 1646, Maria Salvatori de Castelnovo, surnommée « la Mercuria, » est arrêtée et accusée d'exercer la sorcellerie. La femme est soupçonnée depuis longtemps de sorcellerie, en effet elle a été accusée :
- de ne pas avaler l’hostie lors de la communion et de la préserver pour son utilisation dans la sorcellerie.
- d'avoir causé des fausses couches à la marquise Bevilacqua par l'utilisation de mauvais sorts.

Au cours des séances de torture, elle désigne comme sorcières la veuve Domenica Camelli, sa fille ainsi que Lucia Caveden. 
Salvatori prétend avoir donné une hostie à Lucia Caveden, qui l'a utilisée pour lancer le sort sur la marquise Bevilacqua. 
Elle nomme aussi un certain Delaito Cavaleri en le désignant comme nécromant et adorateur de Satan.

### Le procès
Le procès qui a lieu au palazzo Lodron, siège du tribunal de l'inquisition, débute officiellement le samedi 24 novembre 1646 à Nogaredo. 

#### Accusations et aveux
Tous les aveux sont obtenus sous la torture. Domenica Gratiadei avoue sous la torture d'avoir assisté au sabbat des sorcières, jeté le mauvais œil sur Cristofero Sparamani et renoncé à son baptême et souillé le sacrement. 
Benvenuta, la fille de Domenica Gratiadei avoue que sa mère l'a emmenée auprès de Satan, « comme dans un rêve » et avoir eu des relations sexuelles avec lui.
Domenica Gratiadei avoue d'avoir assisté aux sabbats des sorcières aux côtés d'un sorcier nommé Santo Peterlino, où ils ont tous chanté et dansé et d'avoir donné à Satan les hosties de la communion. Elle prétend que les sorcières dans le rite, se sont toutes aspergées d'un mélange « de sang de certains petits animaux, d'eau bénite et de graisse des bébés morts » tout en chantant des blasphèmes et eux-mêmes et se transformant en chats le jour du sabbat. 
Le procès en sorcellerie a duré plusieurs mois et a impliqué de nombreuses personnes et attiré une foule nombreuse.

### Le verdict
- Domenica Camelli, Lucia Caveden, Domenica Gratiadei, Catterina Baroni, Zinevra Chemola, Isabella et Polonia Gratiadei et Valentina Andrei sont condamnées à mort.
- Maria Salvatori et Maddalena Andrei, qui était connue comme « la Filosofa », sont toutes deux mortes en prison.
- Il est possible que Isabella et Polonia Gratiadei ainsi que Valentina Andrei aient pu s'échapper.

Les condamnés sont décapités et leurs corps brûlés à Giare le 14 avril 1647.
Dans ce procès, un homme a été aussi incriminé, Santo Graziadei qui est mort en prison en 1651.